# Esteve Droc
Esteve Droc o Esteve II Droc va ser un abat del Monestir de Poblet durant els anys 1181 i 1185, i un escrivà experimentat.
Fra Esteve Droc fou un monjo de Poblet i escrivà experimentat, que arribà a ser un dels seus abats, el successor de l'abat Hug (1165-1181) i l'antecessor de l'abat Pere del Talladell (1185-1187).